# Sercan Demir
Pour les articles homonymes, voir Demir.
Sercan Demir (né le 6 avril 1999 à Bolu) est un gymnaste artistique turc.
Il remporte la médaille d'argent par équipes lors des Jeux méditerranéens de 2018. 
Il est médaillé d'or du concours par équipes aux Jeux méditerranéens de 2022 à Oran.

## Palmarès

### Jeux méditerranéens
- Oran 2022
  -  médaille d'or au concours général par équipes
- Tarragone 2018
  -  médaille d'argent au concours général par équipes